# مجاعة السودان 1998
المجاعة في السودان 1998، هي كارثة إنسانية والمسبب الرئيسي لها هو انتهاك حقوق الإنسان، فضلاً عن الجفاف وفشل المجتمع الدولي في الاستجابة لمخاطر المجاعة بالسرعة الكافية، وكانت أكثر المناطق تضرراً هي بحر الغزال في جنوب غرب السودان حيث مات في هذه المنطقة أكثر من 70,000 شخص خلال المجاعة.

## الأسباب
- سبب المجاعة بالكامل تقريبا من انتهاكات حقوق الإنسان.
- والحرب في جنوب السودان  وعلى الرغم من ادعاءات الحكومة السودانية بأن الجماعات المتمردة فقط هي المسؤولة فقد لعب الجفاف أيضاً دوراً مهماً في هذه المجاعة، ألقت هيومن رايتس ووتش باللوم على المجموعات التالية: 
- حكومة السودان
- ميليشيا البقارة
- جيش التحرير الشعبي السوداني
- أمير حرب الدينكا كيروبينو كوانيين بول

و يتم إلقاء اللوم على الحكومة السودانية وKuanyin Bol لدورها في تدمير الزراعة المحلية خلال محاولتهم الإستيلاء على مدينة واو  ويتم إلقاء اللوم على الجيش الشعبي لتحرير السودان في الحفاظ على العبودية وسرقة المساعدات. 
وقد تفاقم هذا بسبب تأخر وصول موسم الأمطار  وفشل المجتمع الدولي في الاستجابة للحالة. 

## تأثيرات
كانت الآثار على المنطقة هائلة حيث يقدر معدل الوفايات الزائد بحاولي70000 شخص.  ونزح الكثيرين حيث أفادت التقارير أن أكثر من 72000 شخص هاجروا من المناطق الرفية المهددة، إلى مدينة واو وحدها من مايو 1998 إلى أغسطس 1998. 
الأثار على البد بشكل غير مباشر كان التركيز على الإنفاق على مواد الحرب أي الأسلحة والإمدادات الطبية وما إلى ذلك.
بدلا من مساعدة الزراعة فتقاقم الوضع في بحر الغزال بسبب عدم وجود تدخل من الحكومة قوي حيث فشلت الحكومة في الشمال في التعاون مع الحكومة في الجنوب.

## ما بعد الكارثة
تم توقيع وقف لأطلاق النار في 15 يوليو 1998م بعد حوالي ثمانية أشهر من تحذير الحكومة السودانية لأول مرة من احتمال حدوث مجاعة. 
بعد إمتدادات عديدة استمر وقف إطلاق النار لمدة تقارب عام حتى أبريل 1999م، مع ذالك استمرت مليشيات البقارة في تجاهل وقف إطلاق النار مما قلل من قدرة وكالات الإغاثة على المساعدة. 
بضل وقف إطلاق النار ومحصول جيد أصبح الوضع تحت السيطرة بحلول نهاية عام 1998م 
وكع ذالك فقد ظلت المنطقة في مأزئق وصدرت عدة تحذيرات من المجاعة منذ نهاية عام 1998م .